# Mythozoum ustulatum
Mythozoum ustulatum är en skalbaggsart som beskrevs av Thomson 1878. Mythozoum ustulatum ingår i släktet Mythozoum och familjen långhorningar.
Artens utbredningsområde är:
- Ghana.
- Niger.
- Senegal.

Inga underarter finns listade i Catalogue of Life.